# 龍明
龍明（りゅうめい）は、茨城県石岡市の大字。2017年8月1日現在の人口は74人。郵便番号315-0167。2005年10月1日までは狢内（むじなうち）であった。

## 地理
北は大塚、東は宇治会、南東は鯨岡、南は小山田、南西は小屋、西は桜川市真壁町白井に隣接している。

## 小字
小字は以下の通り。
- イシザキ
- イドタ
- イナリミネ
- ウサギカブト
- オオヤヅ
- オカガ
- オキナカ
- オミカク
- カケナイダ
- カドダ
- カマガイリ
- カミノヤマ
- カンノンミネ
- キタヤマ
- キヨウダ
- クネシタ
- クボ
- クボタ
- コスミ
- コミネザキ
- コヤヅ
- サイキヨウ
- サカシタ
- サクラヤマ
- サトワケ
- サワシモタ
- シバヤマ
- スナジリ
- セキバ
- センダマエ
- メカフド
- タカハギ
- ツナカケ
- トウカミネ
- トニシヨ
- ドウヤマ
- ナガツボ
- ナガハタ
- ナガレ
- ニタンダ
- ノボリヤマ
- ハツタンダ
- ババサキ
- ヒサゴシタ
- ヒノクチ
- マエヤハラ
- マセムネ
- ママダ
- マルミネ
- ミイゾエ
- ミゾゾエ
- ミナミダ
- ムギダ
- メカウト
- モンザイ
- モンザイコシマキ
- ヤナギノシタ
- ヤマノカミ
- ヤマモト
- ユイナメン
- ヨコマクラ
- リュウメイ
- リュウメイマツヤマ

## 歴史
江戸期は狢内村（むじなうちむら）であり、常陸国新治郡のうち。元禄年間・幕末期ともに牛久藩領。村高は、「元禄郷帳」では狸内村として210石余、「天保郷帳」では狸内村として213石余、「旧高薄」220石余。天保14年の家数12（八郷町誌）。「新編常陸」によれば、寺院は真言宗長楽寺・同薬成院。明治8年茨城県、同11年新治郡に所属。明治22年葦穂村の大字となる。

### 年表
- 1875年（明治8年） - 茨城県に所属。
- 1878年（明治11年） - 新治郡に所属。
- 1889年（明治22年）4月1日 - 葦穂村大字狢内となる。
  - 町村制施行し上曽村、小屋村、小倉村、吉生村、小山田村、鯨岡村、狢内村が合併し葦穂村が発足。
- 1955年（昭和30年）1月1日 - 八郷町狢内となる。
  - 柿岡町・林村・園部村・瓦会村・恋瀬村・葦穂村・小幡村・小桜村が合併して八郷町が発足。
- 2005年（平成17年）10月1日 - 石岡市龍明となる。
  - 石岡市と八郷町が合併し石岡市が発足。石岡市龍明となる[4]。

## 世帯数と人口
2017年（平成29年）8月1日現在の世帯数と人口は以下の通りである。
| 大字 | 世帯数 | 人口 |
| ---- | ------ | ---- |
| 龍明 | 28世帯 | 74人 |